# Bombus rufofasciatus
Bombus rufofasciatus (saknar svenskt namn) är en insekt i överfamiljen bin (Apoidea) och släktet humlor (Bombus) som lever i Centralasien.

## Beskrivning
Bombus rufofasciatus är en medelstor humla med medellång tunga. Drottningen är mellan 19 och 20 mm, arbetarna mellan 12 och 16 mm och hanarna omkring 15 mm. Färgteckningen mellan honor (drottning och arbetare) och hanar skiljer sig något åt:

### Honor
Svart huvud, vit till gråvit mellankropp med ett svart tvärband på mitten. Speciellt bakkanten på tvärbandet kan vara otydlig och endast gradvis övergå i ljus päls. Första tergiten är vit, den andra gul med varierande mängd svart på den bakre delen; drottningen kan dock ha denna tergit helt svart. Den tredje tergiten är tegelröd, tergiterna 4-5 vita och bakkroppsspetsen vit med varierande inblandning av svarta hår.  Vingarna är ljusa, till skillnad från hanarna.

### Hanar
Hanarna skiljer sig från honorna genom att ha mer eller mindre vitt på hjässan, genom att det svarta bandet på mellankroppen oftast är uppblandat med ljusa hår och genom att endast den mörkaste formen har svart på bakre delen av den andra tergiten: Denna form har också stora delar av mellankroppens ljusa päls utblandad med svart, ett tydligt, rent svart band på mitten av denna samt helsvart bakkroppsspets vars svarta färg fortsätter på den bakre delen av den näst sista tergiren (tergit 6). Vingarna är mörka, och ögonen är påtagligt större än honornas.

## Ekologi
Bombus rufofasciatus är en vanlig art på höga höjder, upp till 4 800 meters höjd. Den lever på bergssluttningar vid och nära trädgränsen. Hanarna etablerar revir (relativt ovanligt i humlevärlden) på krönet av kullar och liknande, varifrån de spanar efter honor med hjälp av de stora ögonen. Arten samlar pollen och nektar från ett flertal växtfamiljer, bland andra: Ljungväxter, ranunkelväxter (likt stormhattar, balsaminväxter, gentianaväxter, flenörtsväxter samt kransblommiga och korgblommiga växter (som tistlar). 

## Utbredning
Bombus rufofasciatus finns från Pakistan, Indien, Tibet, Myanmar till Bhutan och Nepal samt sydvästra Kina (Yunnan, Qinghai, Gansu och Sichuan).

## Taxonomi
Arten har av olika forskare räknats som en underart till ett antal olika humlearter: Både Bombus friseanus, B. formosellus och B. flavothoracicus har betraktats som föräldraarter. Det förefaller emellertid som det numera råder enighet om att den är en distinkt art.